# Ha Ha Clinton-Dix
Ha'Sean Clinton-Dix, detto Ha Ha (Orlando, 21 dicembre 1992), è un giocatore di football americano statunitense che gioca nel ruolo di safety nella National Football League (NFL). Fu scelto come 21º assoluto nel Draft NFL 2014. Al college ha giocato a football all’Università dell'Alabama vincendo due campionati NCAA.

## Carriera universitaria
Clinton-Dix fu uno dei sette true freshman ad essere sceso in campo nella stagione 2011 per Alabama. Nel 2012 guidò la squadra con 5 intercetti e mise a segno 7 tackle nella finale del campionato NCAA contro Notre Dame, uno in meno di C.J. Mosley.
Il 3 ottobre 2013, Alabama annunciò che Clinton-Dix era stato sospeso a tempo indefinito per violazioni non rivelate. Tornò in squadra dopo aver perso due partite. A fine anno fu inserito nella formazione ideale della Southeastern Conference (SEC) e fu premiato unanimemente come All-American.

## Carriera professionistica

### Green Bay Packers

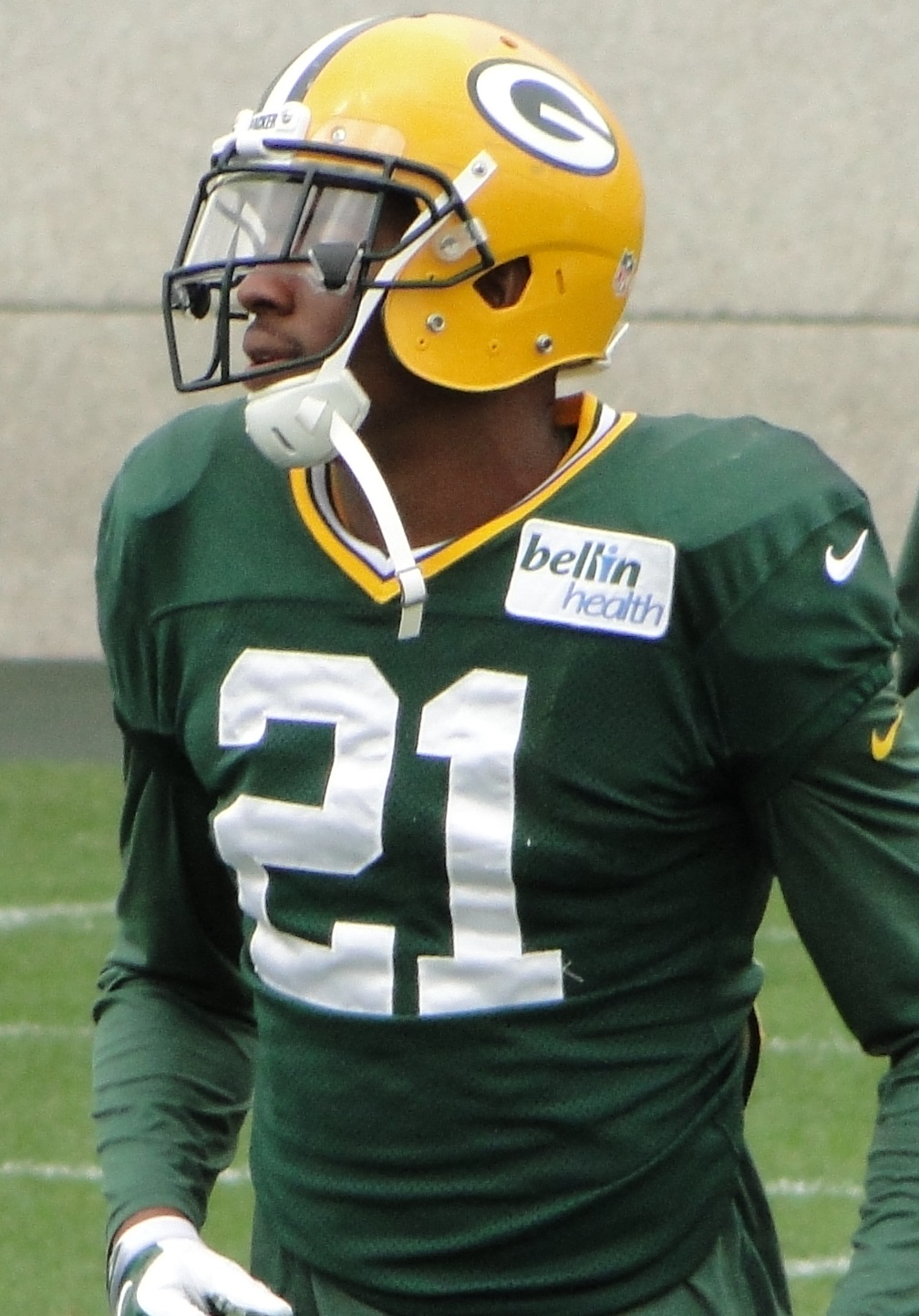
Clinton-Dix nel training camp 2014

Dopo la stagione 2013, Clinton-Dix annunciò la sua intenzione di saltare l'ultimo anno di college e di rendersi eleggibile per il draft 2014, dove era considerato la migliore safety selezionabile. L8 maggio fu scelto dai Green Bay Packers come 21º assoluto. Debuttò come professionista subentrando nella gara della settimana 1 contro i Seattle Seahawks campioni in carica, mettendo a segno 5 tackle, un sack sul quarterback Russell Wilson e recuperando un fumble di Earl Thomas sul ritorno di un punt. Il primo intercetto in carriera lo fece registrare due settimane dopo su Matthew Stafford dei Lions. La sua prima annata si chiuse al quinto posto tra i rookie con 94 tackle, disputando tutte le 16 partite, di cui 10 come titolare, venendo inserito nella formazione ideale dei rookie dalla Pro Football Writers Association. Nella finale della NFC al CenturyLink Field di Seattle intercettò due volte Russell Wilson (e ne sfiorò un terzo) ma i Packers furono sconfitti a un passo dal Super Bowl.
Nel quattordicesimo turno della stagione 2016, Clinton-Dix fu premiato come miglior difensore della NFC della settimana dopo avere a messo cinque tackle e 2 intercetti cruciali su Matt Barkley nella vittoria sui Chicago Bears. A fine anno fu convocato per il primo Pro Bowl in carriera e inserito nel Second-team All-Pro dopo essersi classificato al secondo posto nella NFL con 6 intercetti.

### Washington Redskins
Il 30 ottobre 2018, Clinton-Dix fu scambiato con i Washington Redskins per una scelta del quarto giro del Draft NFL 2019.

### Chicago Bears
Il 14 marzo 2019, Clinton-Dix firmò un contratto annuale del valore di 3,5 milioni di dollari con i Chicago Bears.

### Dallas Cowboys
Il 19 marzo 2020 Clinton-Dix firmò un contratto annuale del valore di 4 milioni di dollari con i Dallas Cowboys.

## Palmarès
- Convocazioni al Pro Bowl: 1

2016
- Second-team All-Pro: 1

2016
- Difensore della NFC della settimana: 1

15ª del 2016
- PFWA All-Rookie Team - 2014
- Campione NCAA: 2

Alabama Crimson Tide: 2011, 2012

## Vita privata
Da bambino, la nonna di Ha'Sean lo soprannominò "HaHa". Clinton-Dix ha dichiarato che non solo tale soprannome piace ai suoi allenatori, ma anche a egli stesso.